# Polynôme minimal
Pour les articles homonymes, voir Polynôme minimal (homonymie).
En mathématiques, le polynôme minimal d'un élément u d'une algèbre associative unifère sur un corps commutatif est, s'il existe, le « plus petit » polynôme unitaire (non nul) P à coefficients dans ce corps tel que P(u) = 0, c'est-à-dire de degré minimum parmi ceux qui annulent u, et également diviseur de tous les polynômes qui annulent u.
Très souvent, on introduit directement le polynôme minimal dans des cas un peu plus particuliers :
- en algèbre linéaire comme polynôme minimal d'un endomorphisme d'un espace vectoriel de dimension finie (ou d'une matrice carrée) ;
- en théorie des corps comme polynôme minimal d'un élément algébrique d'une extension de corps.

## Définition
Soit A une algèbre associative unifère sur un corps commutatif K et u un élément de A. Un polynôme P à coefficients dans K tel que P(u) = 0, est appelé polynôme annulateur de u. Les polynômes annulateurs de u forment un idéal de K[X] appelé idéal annulateur de u, et la sous-algèbre K[u]  de A est isomorphe au quotient de K[X] par cet idéal.
Deux cas de figure sont possibles :
- l'idéal annulateur est réduit à {0}, c'est-à-dire qu'il n'existe pas de polynôme non nul qui annule u. L'algèbre K[u] est alors isomorphe à K[X], donc de dimension infinie ;
- l'idéal annulateur n'est pas réduit à {0}, c'est-à-dire qu'il existe au moins un polynôme annulateur non nul. Comme l'anneau des polynômes sur un corps commutatif est euclidien, cet idéal est principal. On appelle alors polynôme minimal de u (sur K) l'unique polynôme unitaire qui engendre cet idéal ; l'algèbre K[u] est de dimension finie, égale au degré du polynôme minimal.

Le polynôme minimal de u (sur K), quand il existe — c'est-à-dire quand K[u] est de dimension finie — est donc, de façon équivalente :
- le polynôme unitaire P dans K[X] de plus petit degré tel que P(u) = 0 ;
- l'unique polynôme unitaire P de K[X] qui annule u et qui divise tous les polynômes de K[X] qui annulent u.

Une condition suffisante d'existence du polynôme minimal de u est que la K-algèbre A soit de dimension finie (puisqu'alors, il en est de même, a fortiori, de la sous-algèbre K[u]).

## Algèbre linéaire
Dans l'algèbre de dimension finie des matrices carrées n×n sur un corps K, un élément M a toujours un polynôme minimal, qui est le polynôme unitaire P de plus petit degré tel que P(M) = 0. De même, tout endomorphisme d'un espace vectoriel de dimension finie possède un polynôme minimal.

## Théorie des corps
Soit L une extension d'un corps commutatif K — L est donc une K-algèbre unifère — et x un élément de L.
- Si l'idéal annulateur de x est réduit à {0}, x est dit transcendant sur K. L'extension L de K est alors de degré infini.
- S'il existe un polynôme non nul à coefficients dans K qui annule x, x est dit algébrique sur K. Il possède alors un polynôme minimal sur K.

En théorie des corps, le polynôme minimal d'un élément algébrique sur K est toujours irréductible sur K. C'est le seul polynôme unitaire irréductible annulateur de l'élément.

## Sources
On trouve la définition du polynôme minimal d'un élément algébrique dans le cas général des algèbres (associatives) sur un corps dans Bourbaki, Algèbre, p A-V.15 et Algèbre commutative, V, 1, 3, p. 14. D'autres ouvrages généralistes se contentent de donner séparément les définitions en algèbre linéaire en dimension finie et en théorie des corps : Godement, Cours d'algèbre, partie exercices, ou Lang, Algebra, avec dans ce dernier cas une terminologie distincte en théorie des corps où Lang définit « le polynôme irréductible d'un élément α sur un corps K », qu'il note Irr(α, K, X).